# Michael Lebrecht
Michael Lebrecht (magyarosan: Lebrecht Mihály, Nagyszeben, 1757. november 16. – 1807. augusztus 30.) erdélyi szász evangélikus lelkész, író.

## Élete
Miután 1778-ban szülővárosában elvégezte a gimnáziumot, Hunyad megyében vállalt nevelői állást egy magyar családnál. 1779-ben az erlangeni egyetemre ment. Visszatérte után 1784-től néhány évig a Siebenbürger Zeitung szerkesztésével foglalkozott. 1778-1780-ban jelent meg Das unerkannte Verbrechen oder die Merkwürdigkeiten Samuel Hirtendorns című kalandregénye. 1784. február 26-án a nagyszebeni gimnázium tanára lett, 1796. február 11-én kiscsűri lelkésznek hívták meg. A II. József császár által 1785-ben kitűzetett pályázatra földrajz tankönyvet írt, amelyet 1785. május 26-ától részletekben közölt a Siebenbürger Zeitungban.

## Művei
- Das unerkannte Verbrechen oder die Merkwürdigkeiten Samuel Hirtendorns. Klausenburg, 1778. és 1780. Két kötet.
- Versuch einer Erdbeschreibung des Grossfürstenthums Siebenbürgen. Hermannstadt, 1789.
- Antrittsrede, gehalten am 7. Sonntag nach Trinitatis über das ordentliche Sonntagsevangelium. Hermannstadt, 1789.
- Die Geschichte der Sachsen. Eine Ballade zur Volskfeier der Installation Sr. Excellenz des Hochgebornen Herrn Michael Edlen v. Bruckenthal, des neue erwählten Comes der Nation. Hermannstadt, 1790. (Lebrecht írta a szöveget és Samuel Mohr, a Hochmeister-féle nyomda könyvelője rímes versekbe szedte.)
- Anleitung zu kleinern, im gemeinen Leben üblichen schriftlichen Aufsätzen. Hermannstadt, 1790.
- Geschichte der aboriginen dacischen Völker in Abendunterhaltungen. Hermannstadt, 1791.
- Siebenbürgens Fürsten, eine statistische Zeitschrift. Hermannstadt, 1791-92. Két kötet. (Csak az I. kötetet írta Lebrecht)
- Über den Nationalcharakter der in Siebenbürgen befindlichen Nationen. Wien, 1792. (magyar nyelven: Az Erdélyben található nemzetek nemzeti jelleméről. Fordította, az előszót és a jegyzeteket írta Lőkös Péter. Budapest: Eötvös József könyvkiadó, 2014.)

## Magyarul
- Az Erdélyben található nemzetek nemzeti jelleméről; ford. Lőkös Péter; Eötvös, Bp., 2014 (Eötvös klasszikusok)